# 乔丹·辛诺特
乔丹·詹姆斯·辛诺特（英語：Jordan James Sinnott，1994年2月14日—2020年1月25日），是一位英格蘭職業足球員，司職中場，前哈德斯菲尔德隊長李·辛诺特之子，離世前效力英格蘭北部超級聯賽球會馬特洛克鎮。

## 球會生涯
辛诺特在2012年獲得哈德斯菲尔德的一份合約成為職業球員。2012年12月6日，他被外借至他父親執教的全國聯北球會奥特林查姆一個月，期間上場6次。
外借結束後他回到哈德斯菲尔德。2013年1月26日，時任暫代主教練馬克·利利斯給予辛诺特首次職業聯賽比賽機會，他在足總盃第四輪對莱斯特城上場，最終以1-1打平。2月19日，他首次在聯賽上場參加對诺丁汉森林的比賽，球賽結果以6-1慘敗。
儘管在哈德斯菲尔德上場次數不多，他仍獲得球會一份新的兩年合約至2015年。2013年8月7日，他被外借至贝里，為期6個月，三天後以2-1輸給牛津联的賽事中在下半場換入。之後對艾宁顿斯坦利的比賽打進在貝利首顆進球，使球隊以3-0取勝。10月18日被召回至母會，外借期間共上場10次。
2015年2月2日，由於他的合約即將到期，他與球會同意提前解約，結束了8年哈德斯菲尔德的生涯。

## 死亡
2020年1月25日凌晨，辛诺特捲入了一場爭執，他在諾丁漢郡雷特福德被發現昏迷及懷疑顱骨骨折。他隨即被送往谢菲尔德北方綜合醫院搶救，19:00前宣告不治。馬特洛克鎮及他的前球會阿尔费登镇均分別延期了當日的比賽。事後警方拘捕了懷疑與衝突有關的兩人。

## 生涯統計

### 球會
最後更新：2018年5月
| 球會         | 賽季     | 聯賽     | 聯賽 | 聯賽 | 足總盃 | 足總盃 | 聯賽盃 | 聯賽盃 | 其它 | 其它 | 總計 | 總計 |
| 球會         | 賽季     | 聯賽     | 上場 | 進球 | 上場   | 進球   | 上場   | 進球   | 上場 | 進球 | 上場 | 進球 |
| ------------ | -------- | -------- | ---- | ---- | ------ | ------ | ------ | ------ | ---- | ---- | ---- | ---- |
| 哈德斯菲尔德 | 2012–13  | 英冠     | 1    | 0    | 2      | 0      | 0      | 0      | —    | —    | 3    | 0    |
| 哈德斯菲尔德 | 2013–14  | 英冠     | 0    | 0    | 1      | 0      | 0      | 0      | —    | —    | 1    | 0    |
| 哈德斯菲尔德 | 014–15   | 英冠     | 1    | 0    | 0      | 0      | 0      | 0      | —    | —    | 1    | 0    |
| 哈德斯菲尔德 | 總計     | 總計     | 2    | 0    | 3      | 0      | 0      | 0      | —    | —    | 5    | 0    |
| 贝里（外借） | 2013–14  | 英乙     | 9    | 1    | 0      | 0      | 0      | 0      | 1    | 0    | 10   | 1    |
| 奥特林查姆   | 2014–15  | 全國聯賽 | 13   | 1    | 0      | 0      | —      | —      | 0    | 0    | 13   | 1    |
| 奥特林查姆   | 2015–16  | 全國聯賽 | 44   | 2    | 2      | 0      | —      | —      | 0    | 0    | 46   | 2    |
| 奥特林查姆   | 總計     | 總計     | 57   | 3    | 2      | 0      | —      | —      | 0    | 0    | 59   | 3    |
| 夏利法斯鎮   | 2016–17  | 全國聯北 | 35   | 7    | 4      | 1      | —      | —      | 0    | 0    | 39   | 8    |
| 切斯特菲尔德 | 2017–18  | 英乙     | 8    | 1    | 1      | 0      | 0      | 0      | 2    | 1    | 11   | 2    |
| 生涯總計     | 生涯總計 | 生涯總計 | 111  | 12   | 10     | 1      | 0      | 0      | 3    | 1    | 124  | 14   |

1. ↑  英格蘭足球聯賽錦標賽上場

## 外部連結
- 足球数据库：乔丹·辛诺特的球员统计数据